# Relaciones España-Ucrania
Las relaciones España-Ucrania son las relaciones internacionales entre el Reino de España y Ucrania. Las relaciones bilaterales entre ambos países se caracterizan por su diversidad y polivalencia. España es un socio importante de Ucrania y contribuye a su acercamiento a la Unión Europea (UE).

## Relaciones históricas
En el siglo V, las tribus sármatas de los alanos llegaron desde las estepas ucranianas a tierras españolas. En alianza con la tribu germánica suevita, fundaron el Reino suevo en territorio gallego, así como el Estado alano en el sur de la península ibérica.
En el siglo VI, Hispania fue conquistada por los visigodos. Este pueblo germánico fue una de las ramas de los godos que, tras perder su propio Estado en territorio ucraniano (Oium), emigraron al Mediterráneo donde fundaron los reinos ostrogodo y visigodo.
A principios del siglo VIII, los árabes conquistaron la península ibérica. Parte del ejército de los conquistadores estaba formado por esclavos, llamados saqalibas (esclavenos), reclutados en la Europa Oriental. En el siglo XI, tras la caída del Califato de Córdoba, algunos soldados esclavos se convirtieron en jefes de las taifas.
Durante la  guerra de los Treinta Años, los cosacos ucranianos participaron del lado de la alianza católica hispano–portuguesa contra la coalición protestante apoyada por el Imperio otomano y el Zarato ruso. Posteriormente, la ciudad de Odesa sería fundada por el general español José de Ribas tras comandar al ejército imperial ruso, con el apoyo de Catalina la Grande, contra las tropas otomanas.
Durante la guerra civil española, en el bando republicano combatió una brigada ucraniana, reclutada entre las Brigadas Internacionales. Por otra parte, en el bando sublevado combatieron exsoldados ucranianos de la extinta República Popular Ucraniana, la cual, perdió la guerra soviético-ucraniana.

## Relaciones diplomáticas
Ambos países establecieron relaciones diplomáticas desde la independencia ucraniana de la URSS en 1992. España y Ucrania disfrutan de sólidas relaciones de amistad que descansan sobre la base del respeto mutuo, la confianza, la concordia y están consagradas en el Tratado de Amistad y Cooperación, vigente desde agosto de 1997. Existe un cordial diálogo político entre los dos países. Cabe resaltar el aspecto humanitario de la relación que viene fortalecido con los programas de asociaciones españolas para acoger a niños ucranianos en familias españolas durante el periodo de vacaciones escolares y la presencia de una importante colonia de ciudadanos ucranianos en España, que ha contribuido al desarrollo del país y que está plenamente integrada en la sociedad española. Además, España ha apoyado firmemente la adhesión de Ucrania a la Unión Europea (UE).
España ha reiterado su apoyo a la integridad territorial de Ucrania en la guerra ruso-ucraniana, criticando tanto a la invasión rusa como el reconocimiento ruso de las repúblicas de Donetsk y Lugansk, y enviando apoyo militar y sanitario a Ucrania. Asimismo, en 2022, la inmigración ucraniana en España se incrementó un 45,8% debido a la guerra.

## Relaciones económicas

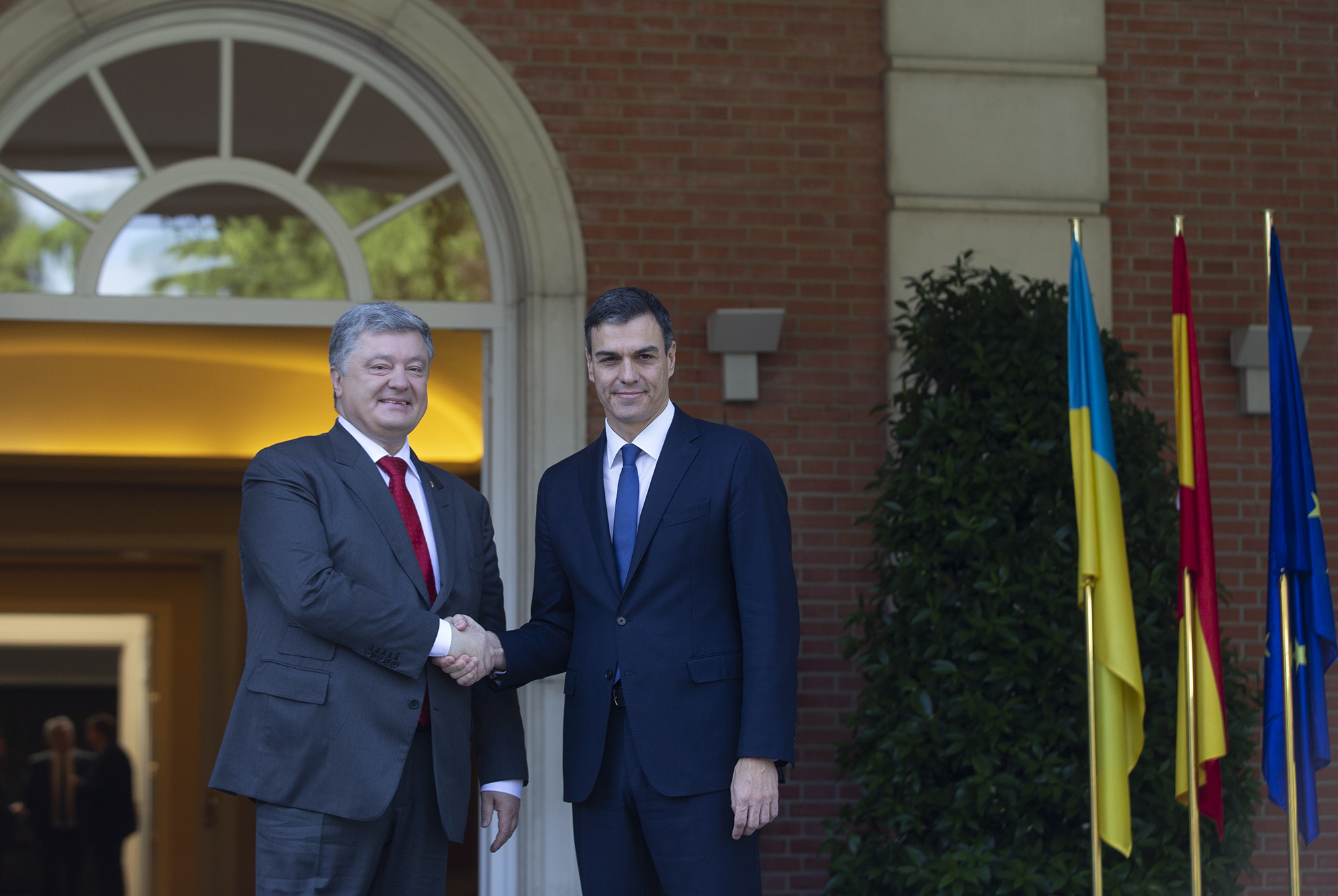
Petró Poroshenko y Pedro Sánchez en La Moncloa durante la visita del primero a España en junio de 2018.

Las cifras del comercio bilateral España-Ucrania han ido en aumento desde la crisis económica de 2008. La balanza comercial española con Ucrania registra un tradicional déficit. En 2014, el déficit comercial se situó en los 884 M€, algo superior al de 2013, que fue de 687 M€. Esto se debió fundamentalmente a una caída de 32% en las exportaciones españolas a Ucrania debido a la profunda crisis económica que atravesaba el país. Tanto las exportaciones como las importaciones, cuantitativamente reducidas, representan un porcentaje pequeño del total del comercio exterior de España. En 2014, Ucrania ocupaba el puesto 61 como comprador en España y el 45 como vendedor a ésta.

## Cooperación
Ucrania no es un país prioritario en el "Plan Director de la Cooperación Española". Sin embargo, existen algunos programas de cooperación en distintos ámbitos sociales, así como proyectos puntuales de cooperación descentralizada. Actualmente, la Administración española está ejecutando varios programas twinning de la UE en Ucrania.

## Declaraciones, tratados y acuerdos

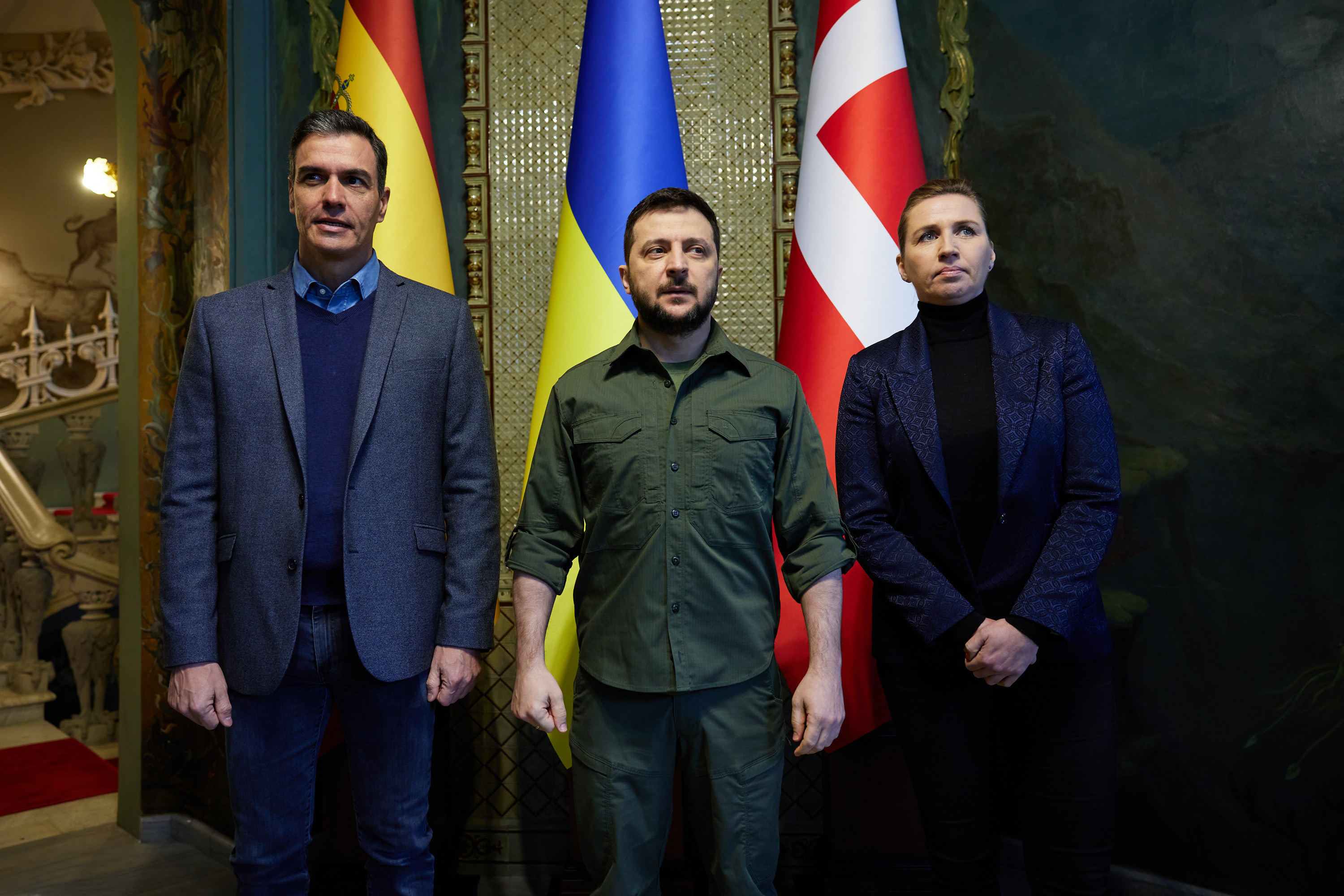
Pedro Sánchez y Mette Frederiksen junto a Volodímir Zelenski durante su visita a Kiev, el 21 de abril de 2022 en el marco de la invasión rusa de Ucrania.

- Acuerdo sobre el Transporte Internacional por Carretera, firmado el 16 de junio de 1995 y en vigor desde el 7 de marzo de 2000.
- Acuerdo de Transporte Aéreo, firmado el 7 de octubre de 1996 y en vigor desde 22 de abril de 1997.
- Convenio de Seguridad Social, firmado el 7 de octubre de 1996 y en vigor desde 27 de marzo de 1998.
- Acuerdo sobre Cooperación Económica e Industrial, firmado el 7 de octubre de 1996 y en vigor desde 12 de abril de 2000.
- Convenio de Cooperación Cultural y Educativa, firmado el 7 de octubre de 1996 y en vigor desde 13 de enero de 1997 y en vigor desde 13 de enero de 1997.
- Tratado de Amistad y Cooperación, firmado el 8 de octubre de 1996 y en vigor desde 20 de agosto de 1997.
- Acuerdo para la Promoción y Protección Recíproca de Inversiones (APPRI), firmado el 26 de febrero de 1998 y en vigor desde el 5 de mayo de 2000.
- Memorando de Entendimiento en materia de Cooperación financiera, firmado en 1997;
- Convenio de Cooperación Científico Técnica, firmado en 2001.
- Acuerdo administrativo para la aplicación del Convenio de Seguridad Social, firmado el 17 de enero de 2001
- Convenio para evitar la Doble Imposición, concluido en 1985, y en vigor desde 1986, cuando la actual Ucrania formaba parte de la anterior Unión Soviética.
- Ucrania desea la conclusión de un nuevo acuerdo, independiente cuyas negociaciones comenzaron en 2006.
- Acuerdo de Flujos Migratorios Regulares entre España y Ucrania, firmado el 12 de mayo de 2009 y pendiente de que sea ratificado por el parlamento ucraniano.
- Acuerdo de canjes de permisos de conducir, firmado el 11 de enero de 2010.
- Memorando de cooperación en materia de Transporte Marítimo Internacional, firmado el 11 de enero de 2010.
- Acuerdo sobre protección recíproca de información clasificada, firmado en Kiev el 10 de febrero de 2015.[2]

## Misiones diplomáticas
- España tiene una embajada en Kiev.
- Ucrania tiene una embajada en Madrid, un consulado-general en Barcelona y un consulado en Málaga.

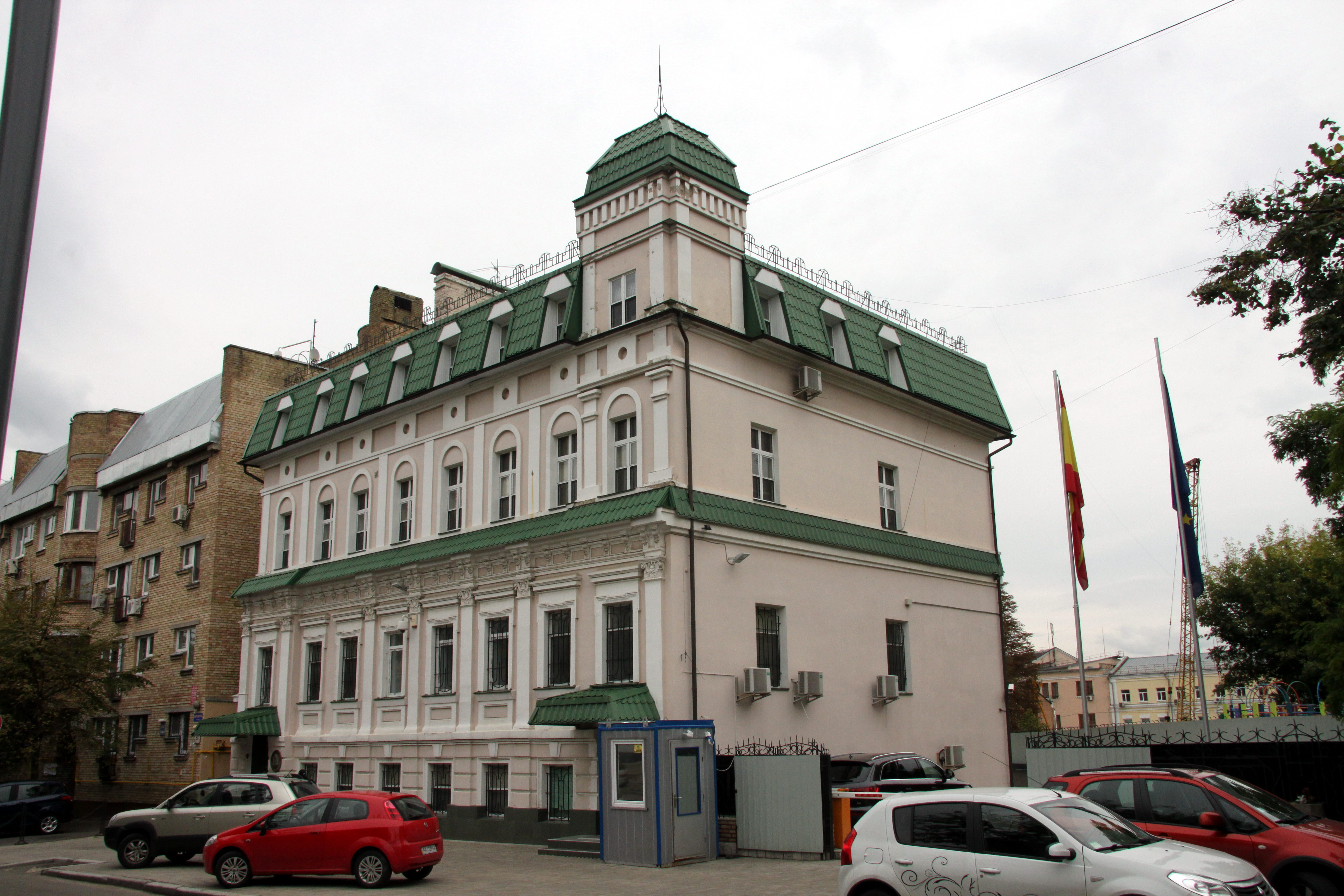
Embajada de España en Kiev.
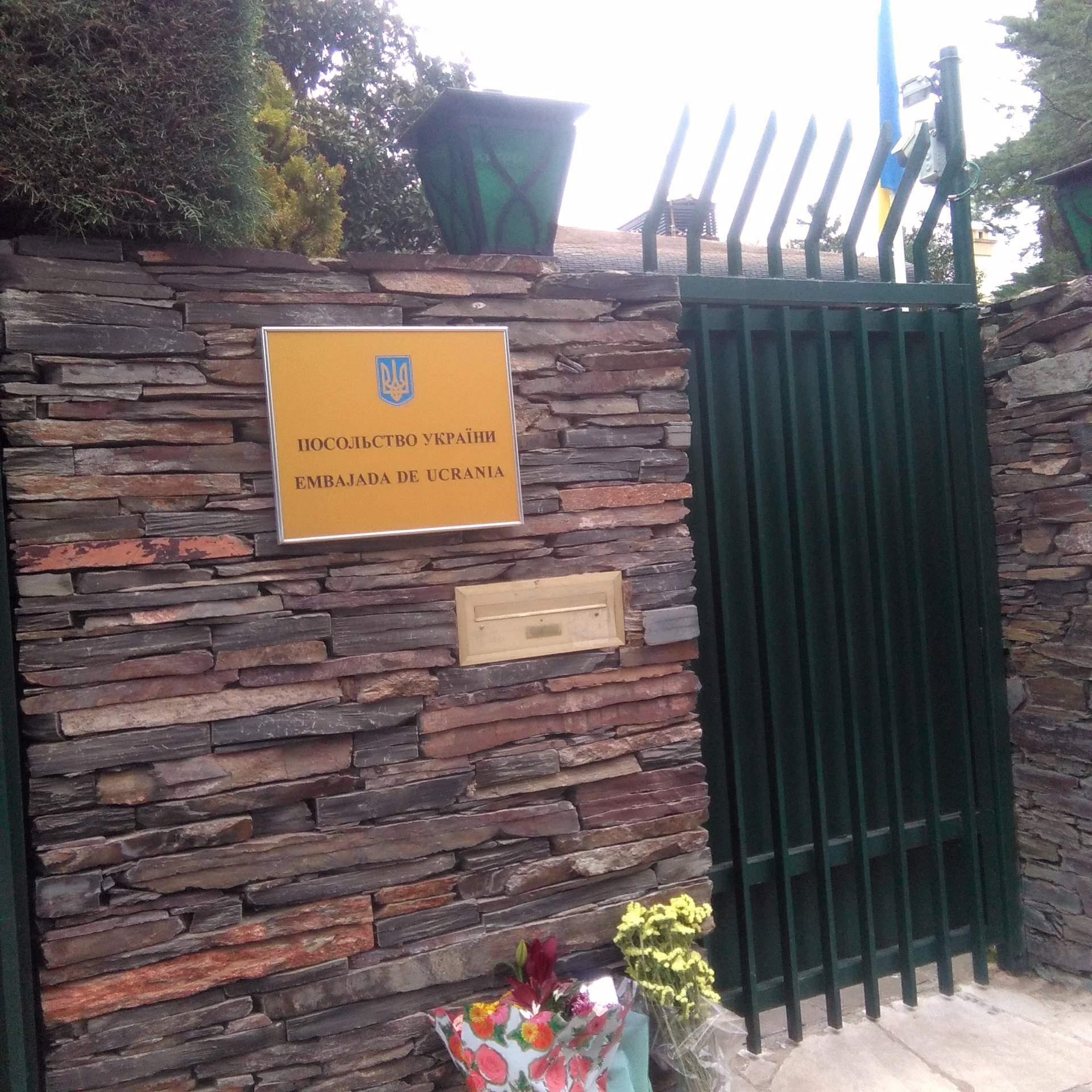
Embajada de Ucrania en Madrid.